# No Sound Without Silence
No Sound Without Silence är det fjärde studioalbumet av det irländska bandet The Script. Det kom ut den 12 september 2014 i Irland och den 15 september i Storbritannien.

## Inspelning och promotion
Det mesta av albumets innehåll spelades in på bandets turnébuss under deras 3 World Tour som pågick mellan september 2012 och juli 2013.
Den 18 juli 2014 meddelande bandet via Google Hangout att albumet skulle släppas den 12 september, även albumets cover visades. De visade även snippets från fyra låtar på albumet; "Superheroes", "The Energy Never Dies", "Man On a Wire" samt "No Good In Goodbye".

## Spårlista
| Nr           | Titel                                | Låtskrivare                                               | Längd |
| ------------ | ------------------------------------ | --------------------------------------------------------- | ----- |
| 1.           | No Good in Goodbye                   | Danny O'Donoghue, Mark Sheehan, James Barry               | 5:07  |
| 2.           | Superheroes                          | O'Donoghue, Sheehan, Barry                                | 4:05  |
| 3.           | Man on a Wire                        | O'Donoghue, Sheehan                                       | 4:05  |
| 4.           | It's Not Right for You               | O'Donoghue, Sheehan, Barry                                | 4:24  |
| 5.           | The Energy Never Dies                | O'Donoghue, Sheehan, Barry, Andrew Frampton, Steve Kipner | 4:15  |
| 6.           | Flares                               | O'Donoghue, Sheehan, Barry, Ryan Tedder                   | 3:49  |
| 7.           | Army of Angels                       | O'Donoghue, Sheehan, Frampton                             | 3:58  |
| 8.           | Never Seen Anything "Quite Like You" | O'Donoghue, Sheehan, Barry                                | 3:22  |
| 9.           | Paint the Town Green                 | O'Donoghue, Sheehan, Barry                                | 3:31  |
| 10.          | Without Those Songs                  | O'Donoghue, Sheehan, Barry                                | 3:46  |
| 11.          | Hail Rain or Sunshine                | O'Donoghue, Sheehan, Barry                                | 3:27  |
| Total längd: | Total längd:                         | Total längd:                                              | 43:49 |

| 12. | Howl at the Moon | O'Donoghue, Sheehan | 5:13 |